# Bubi Hönig (Musiker)

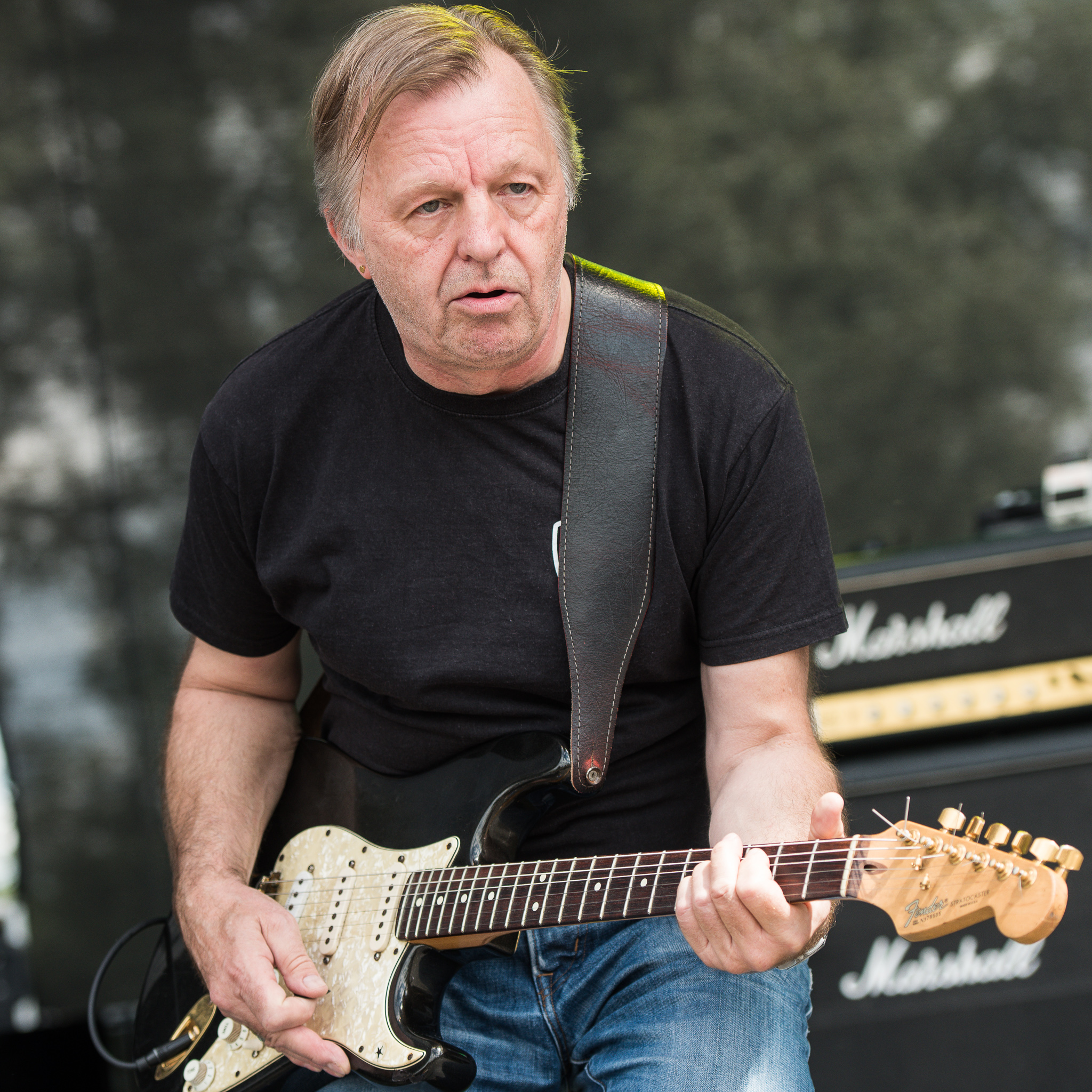
Bubi Hönig mit Extrabreit bei dem Festival Lieder am See (2017)

Bubi Hönig (* 11. Juli 1955 in Hagen in Westfalen als Andreas Anton Hönig) ist ein deutscher Rockgitarrist.

## Leben
Hönigs Vater war Geiger und weckte bei ihm früh das Interesse an Musik. Auch die Beatles waren ein musikalischer Einfluss. 1972 bekam er seine erste E-Gitarre. Hönig absolvierte eine Ausbildung zum Energieanlagenelektroniker.
Hönig spielte in zahlreichen Rockbands verschiedener Stilrichtungen, unter anderem bei Faithful Breath. Von 1991 bis 1993 und seit 2002 durchgehend ist er Gitarrist bei Extrabreit. Außerdem war er mit Musikern von Extrabreit und Grobschnitt am Bandprojekt Green beteiligt, aus dem Symphonic Floyd entstand.
Hönig ist verheiratet und hat drei Kinder. Mit seinem Sohn Clitko spielte er in verschiedenen Produktionen wie z. B. Weissbein und Lights of Human (ehem. Human).